# Sommières
Sommières – miejscowość i gmina we Francji, w regionie Oksytania, w departamencie Gard.
Według danych na rok 1990 gminę zamieszkiwało 3250 osób, a gęstość zaludnienia wynosiła 314 osób/km² (wśród 1545 gmin Langwedocji-Roussillon Sommières plasuje się na 116. miejscu pod względem liczby ludności, natomiast pod względem powierzchni na miejscu 735.).